# 瓦丹·帕里凡煙
瓦丹·帕里凡煙（1988年2月27日—）是一名亞美尼亞田徑運動員，曾代表國家參加2012年倫敦奧運的跳遠，並未獲得獎牌。